# Traskwood
Traskwood é uma cidade  localizada no estado americano de Arkansas, no Condado de Saline.

## Demografia
Segundo o censo americano de 2000, sua população era de 548 habitantes.
Em 2006, foi estimada uma população de 563, um aumento de 15 (2.7%).

## Geografia
De acordo com o United States Census Bureau,Traskwood tem uma área de 14,6 km², sem área coberta por água. Traskwood localiza-se a aproximadamente 98 m acima do nível do mar.

## Localidades na vizinhança
O diagrama seguinte representa as localidades num raio de 16 km ao redor de Traskwood.